# ポール・トーマス (ベーシスト)
ポール・トーマス（英：Paul Thomas、1980年10月5日 - ）はアメリカ合衆国のミュージシャン。グッド・シャーロットのメンバー。